# 旅の日々
『旅の日々』（たびのひび）は、2025年11月7日に公開予定の日本映画。

## あらすじ
脚本家の李は、自身の才能に限界を感じていた。ある大学の授業で、自らが脚本を手掛けた映画が上映されるが、学生からの質問に「自分には才能がない」と答える。
冬、李は偶然訪れた雪深い山奥の宿「べんぞうや」で、やる気のない宿主・べん造と出会う。暖房も食事も満足にないその宿で、李はべん造と奇妙な交流を重ねる。ある夜、べん造は李を雪原へと連れ出し、静かな時間の中で李は自分自身と向き合っていく。
物語は夏の海辺での出会いと冬の節山での滞在を通じて、人生の意味や孤独、再生を描く。

## 登場人物
李
演 - シム・ウンギョン
本作の主人公で、韓国人の脚本家。旅先で人生と向き合う。
べん造
演 - 堤真一
山奥の宿「べんぞうや」の主人。無気力だが独特の存在感を放つ。
渚
演 - 河合優実
夏の海辺で李が出会う女性。
夏男
演 - 高田万作
海辺で渚と出会う青年。

## 受賞
2025年8月16日（日本時間）にスイスで行われたロカルノ国際映画祭で、最優秀賞に選ばれた。日本人監督の作品が最優秀賞に選ばれたのは、「愛の予感」以来18年ぶりのこと。

## その他のキャスト
- 斉藤陽一郎
- 松浦慎一郎
- 足立智充
- 梅舟惟永
- 佐野史郎

## スタッフ
- 監督・脚本：三宅唱
- 原作：つげ義春「海辺の叙景」「ほんやら洞のべんさん」
- 音楽：Hi'Spec
- 製作：映画『旅と日々』
- 製作委員会 製作幹事：ビターズ・エンド、カルチュア・エンタテインメント
- 企画・プロデュース：セディックインターナショナル
- 制作プロダクション：ザフール、©2025『旅の日々』製作委員会
- 配給・宣伝：ビターズ・エンド